# Héry (Nièvre)
Pour les articles homonymes, voir Héry.
Héry est une commune française située dans le département de la Nièvre, en région Bourgogne-Franche-Comté. Ses habitants sont appelés les Ariacois.

## Géographie

### Villages, hameaux, lieux-dits, écarts
Dreuzy et Tressolles.

### Communes limitrophes
Les communes limitrophes sont  Beaulieu, Chaumot, Germenay, Guipy, Moraches et Pazy.

### Climat
Pour des articles plus généraux, voir Climat de la Bourgogne-Franche-Comté et Climat de la Nièvre.
En 2010, le climat de la commune est de type climat océanique dégradé des plaines du Centre et du Nord, selon une étude du Centre national de la recherche scientifique s'appuyant sur une série de données couvrant la période 1971-2000. En 2020, Météo-France publie une typologie des climats de la France métropolitaine dans laquelle la commune est exposée à un climat océanique altéré et est dans la région climatique  Centre et contreforts nord du Massif Central, caractérisée par un air sec en été et un bon ensoleillement. 
Pour la période 1971-2000, la température annuelle moyenne est de 10,9 °C, avec une amplitude thermique annuelle de 16 °C. Le cumul annuel moyen de précipitations est de 888 mm, avec 12,6 jours de précipitations en janvier et 8 jours en juillet. Pour la période 1991-2020, la température moyenne annuelle observée sur la station météorologique de Météo-France la plus proche, « Lormes_sapc », sur la commune de Lormes à 18 km à vol d'oiseau, est de 11,2 °C et le cumul annuel moyen de précipitations est de 1 071,3 mm. 
La température maximale relevée sur cette station est de 40,7 °C, atteinte le 25 juillet 2019 ; la température minimale est de −18,1 °C, atteinte le 12 janvier 1987,,. 
Les paramètres climatiques de la commune ont été estimés pour le milieu du siècle (2041-2070) selon différents scénarios d'émission de gaz à effet de serre à partir des nouvelles projections climatiques de référence DRIAS-2020. Ils sont consultables sur un site dédié publié par Météo-France en novembre 2022.

## Urbanisme

### Typologie
Au 1er janvier 2024, Héry est catégorisée commune rurale à habitat dispersé, selon la nouvelle grille communale de densité à sept niveaux définie par l'Insee en 2022.
Elle est située hors unité urbaine et hors attraction des villes,.

### Occupation des sols
L'occupation des sols de la commune, telle qu'elle ressort de la base de données européenne d’occupation biophysique des sols Corine Land Cover (CLC), est marquée par l'importance des territoires agricoles (77,9 % en 2018), en diminution par rapport à 1990 (81,8 %). La répartition détaillée en 2018 est la suivante : prairies (51,3 %), terres arables (26,6 %), forêts (18,2 %), zones urbanisées (3,8 %). L'évolution de l’occupation des sols de la commune et de ses infrastructures peut être observée sur les différentes représentations cartographiques du territoire : la carte de Cassini (XVIIIe siècle), la carte d'état-major (1820-1866) et les cartes ou photos aériennes de l'IGN pour la période actuelle (1950 à aujourd'hui).

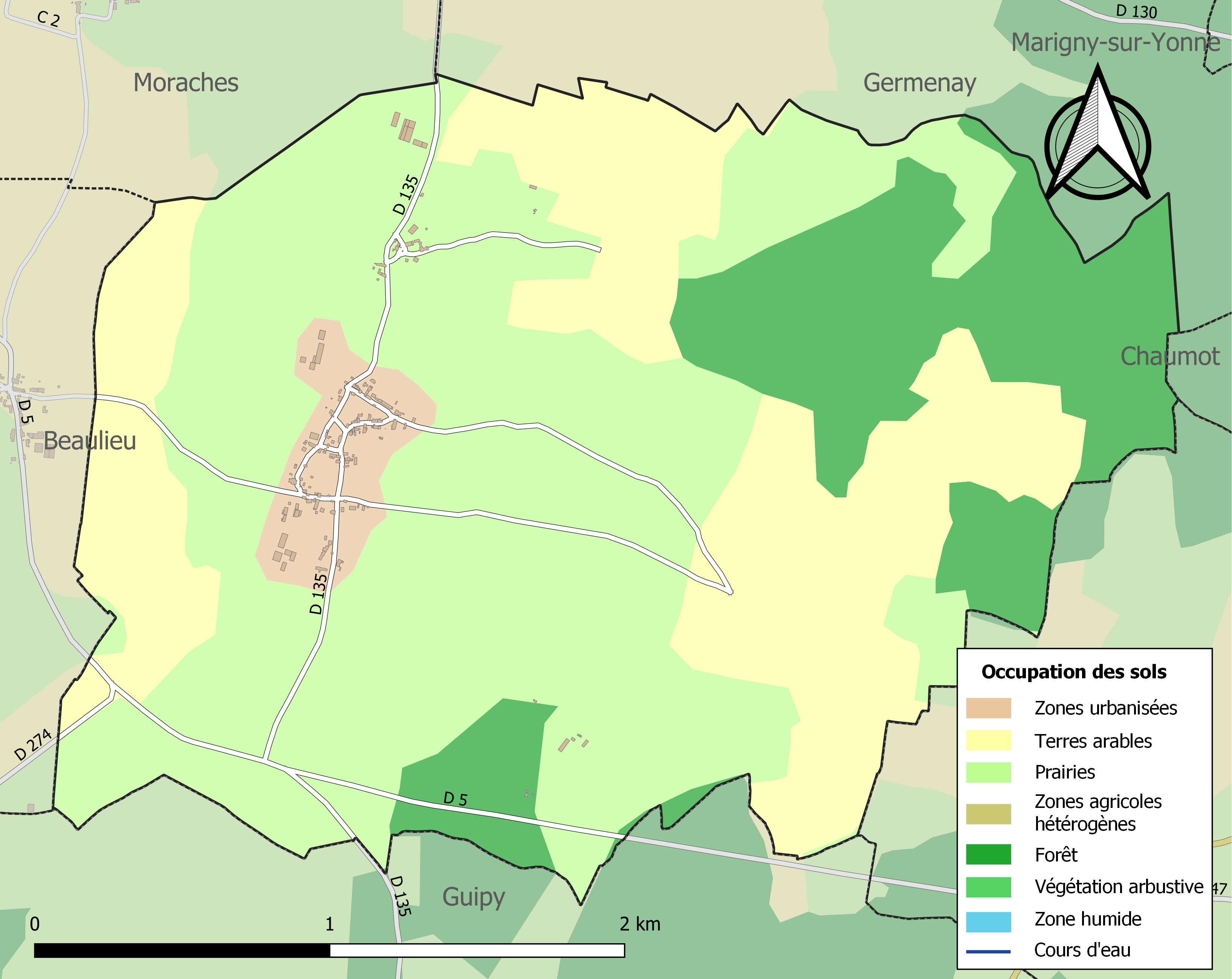
Carte des infrastructures et de l'occupation des sols de la commune en 2018 (CLC).

## Politique et administration
| Période                                  | Période   | Identité             | Étiquette | Qualité     |
| ---------------------------------------- | --------- | -------------------- | --------- | ----------- |
| mars 2001                                | mars 2008 | Delavergne           | SE        | Retraité    |
| mars 2008                                | 2014      | Jean-Michel Goguelat |           | Retraité    |
| mars 2014                                | En cours  | Emmanuel Tardivon    |           | Agriculteur |
| Les données manquantes sont à compléter. |           |                      |           |             |

## Démographie
L'évolution du nombre d'habitants est connue à travers les recensements de la population effectués dans la commune depuis 1793. Pour les communes de moins de 10 000 habitants, une enquête de recensement portant sur toute la population est réalisée tous les cinq ans, les populations de référence des années intermédiaires étant quant à elles estimées par interpolation ou extrapolation. Pour la commune, le premier recensement exhaustif entrant dans le cadre du nouveau dispositif a été réalisé en 2005.

En 2022, la commune comptait 73 habitants, en stagnation par rapport à 2016 (Nièvre : −3,28 %, France hors Mayotte : +2,11 %).
| 1793 | 1800 | 1806 | 1821 | 1831 | 1836 | 1841 | 1846 | 1851 |
| ---- | ---- | ---- | ---- | ---- | ---- | ---- | ---- | ---- |
| 286  | 269  | 244  | 269  | 258  | 292  | 291  | 305  | 312  |

| 1856 | 1861 | 1866 | 1872 | 1876 | 1881 | 1886 | 1891 | 1896 |
| ---- | ---- | ---- | ---- | ---- | ---- | ---- | ---- | ---- |
| 314  | 302  | 297  | 286  | 293  | 254  | 245  | 234  | 224  |

| 1901 | 1906 | 1911 | 1921 | 1926 | 1931 | 1936 | 1946 | 1954 |
| ---- | ---- | ---- | ---- | ---- | ---- | ---- | ---- | ---- |
| 206  | 185  | 156  | 153  | 141  | 132  | 125  | 115  | 103  |

| 1962 | 1968 | 1975 | 1982 | 1990 | 1999 | 2005 | 2006 | 2010 |
| ---- | ---- | ---- | ---- | ---- | ---- | ---- | ---- | ---- |
| 108  | 108  | 97   | 69   | 63   | 68   | 71   | 72   | 65   |

| 2015 | 2020 | 2022 | - | - | - | - | - | - |
| ---- | ---- | ---- | - | - | - | - | - | - |
| 72   | 72   | 73   | - | - | - | - | - | - |

## Lieux et monuments
Religieux
- Église Saint-Andoche, édifice à chevet plat du XIIIe siècle, éclairé d'une fenêtre à remplage et d'une rosace gothique. Nef et bas-côtés du XVe siècle. Le clocher central est un chef-d'œuvre de charpenterie. Ouverte sur demande[18].

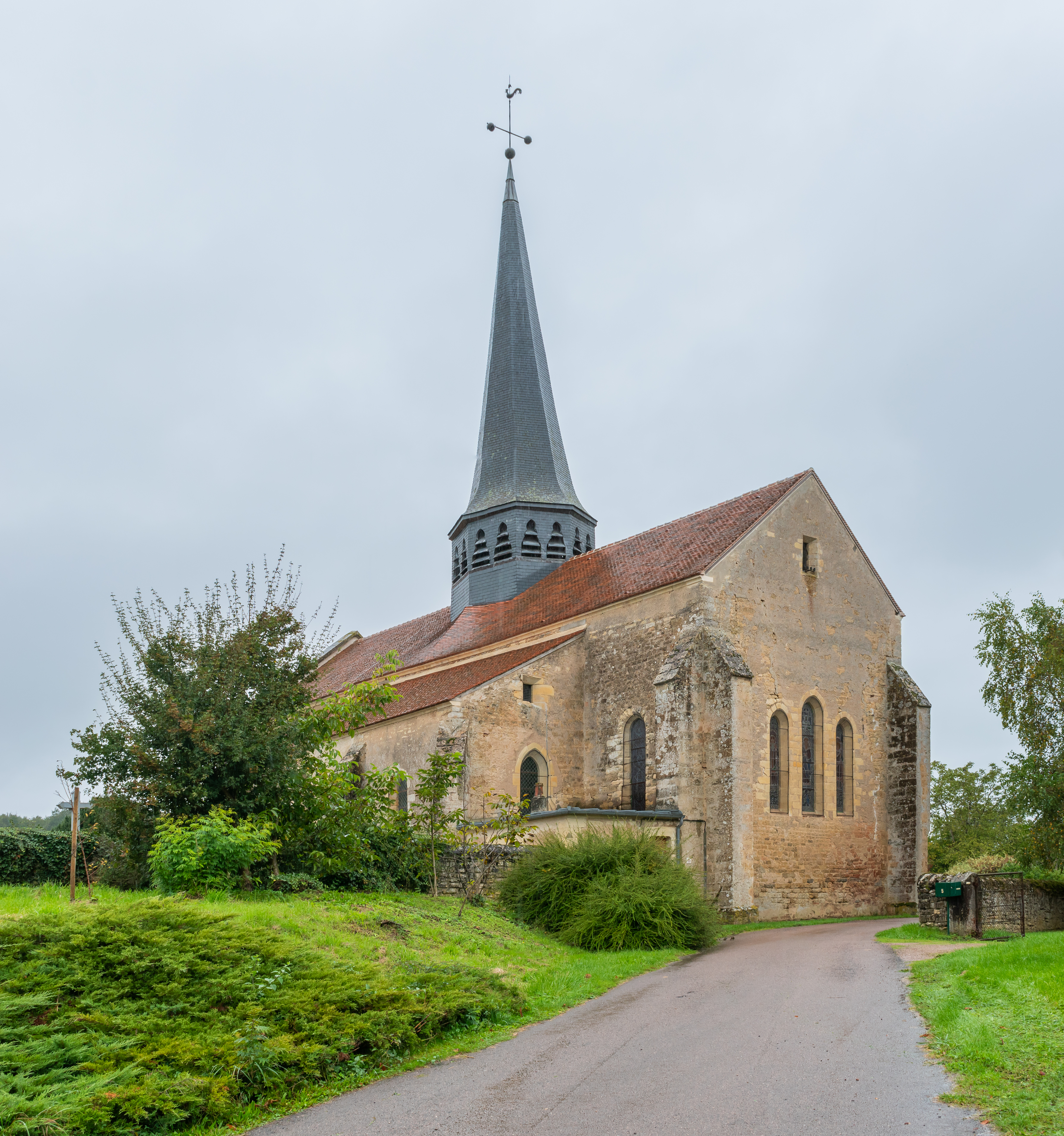
Vue depuis le sud-est.
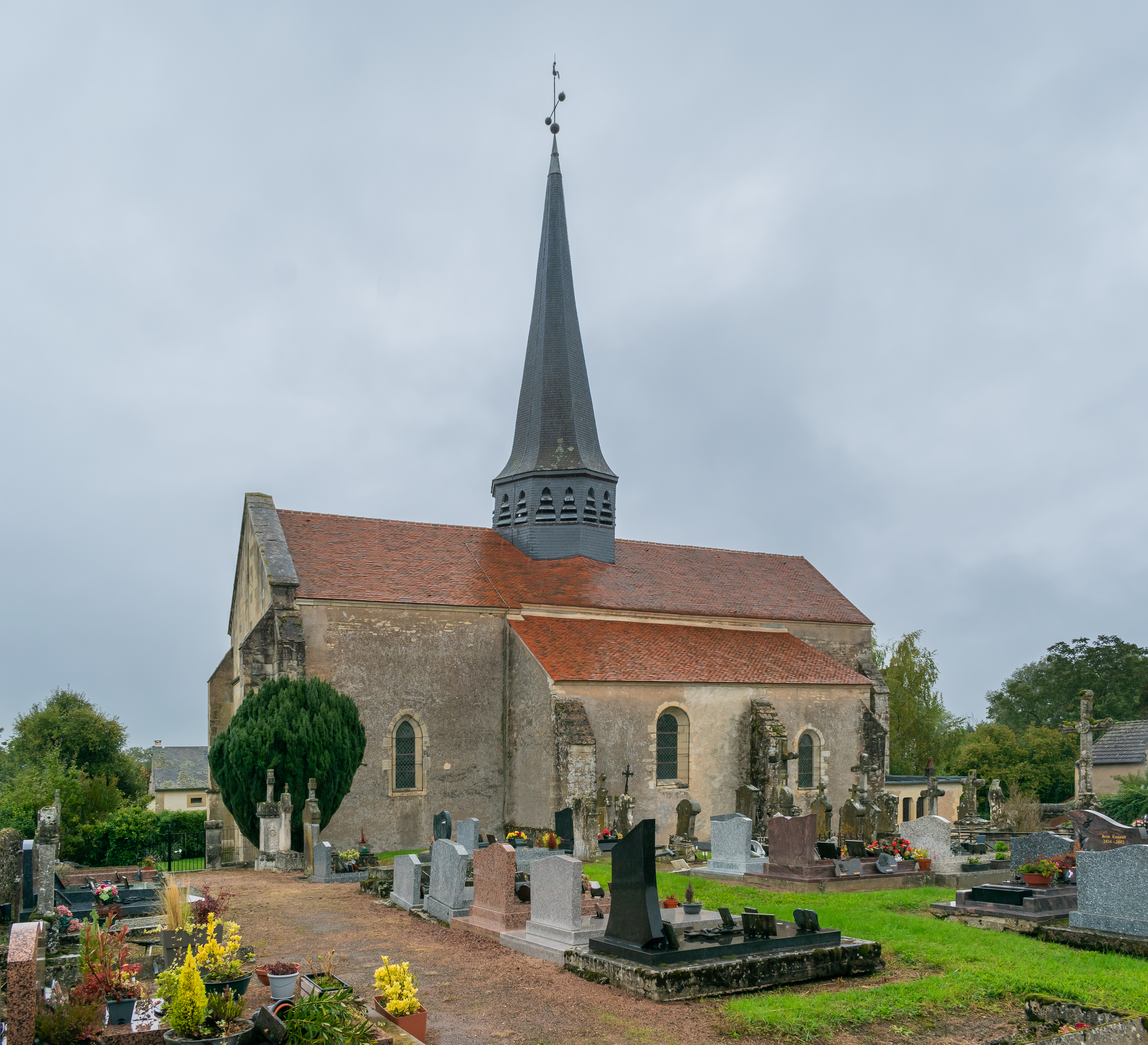
Vue depuis le sud-ouest.
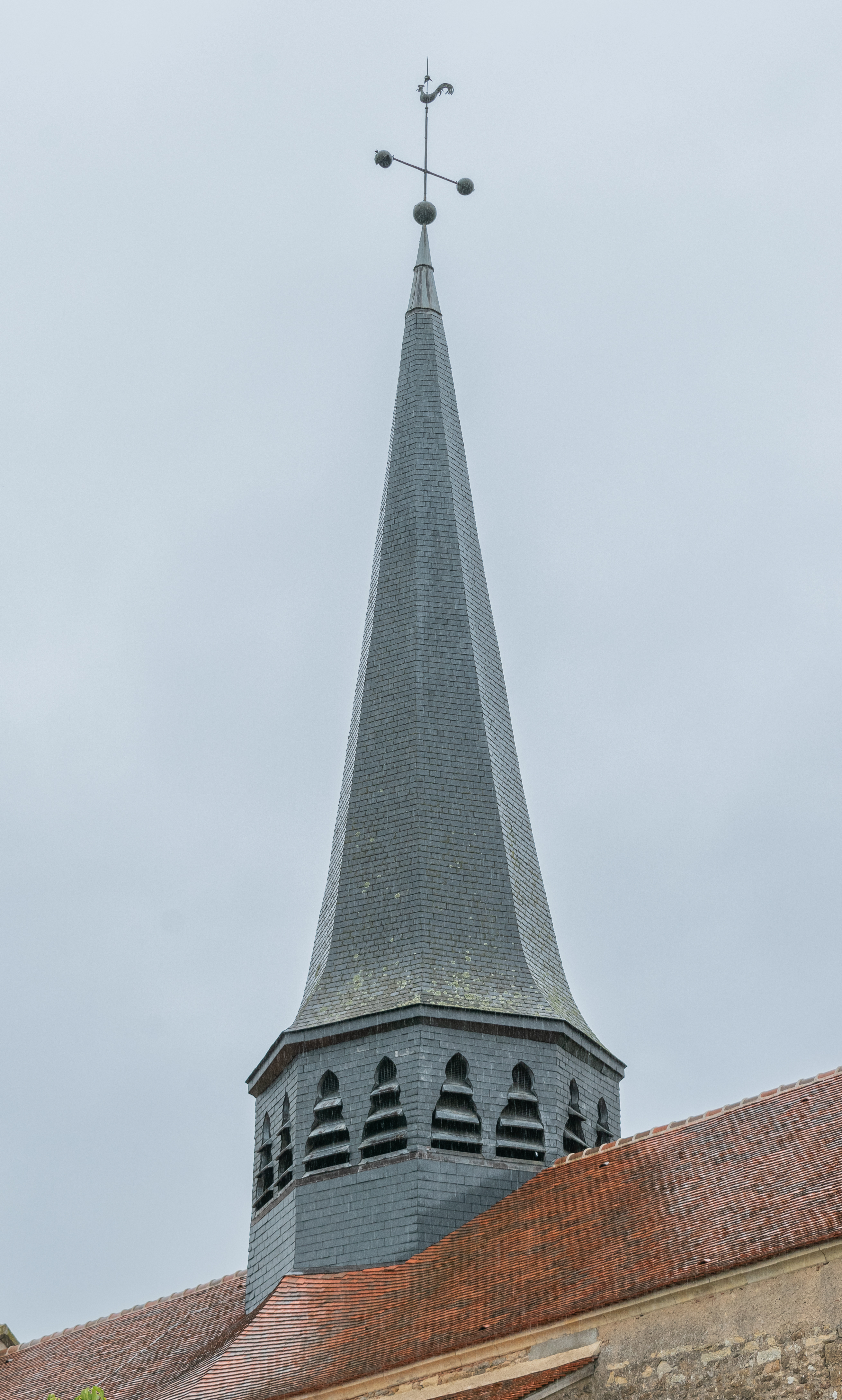
Clocher.
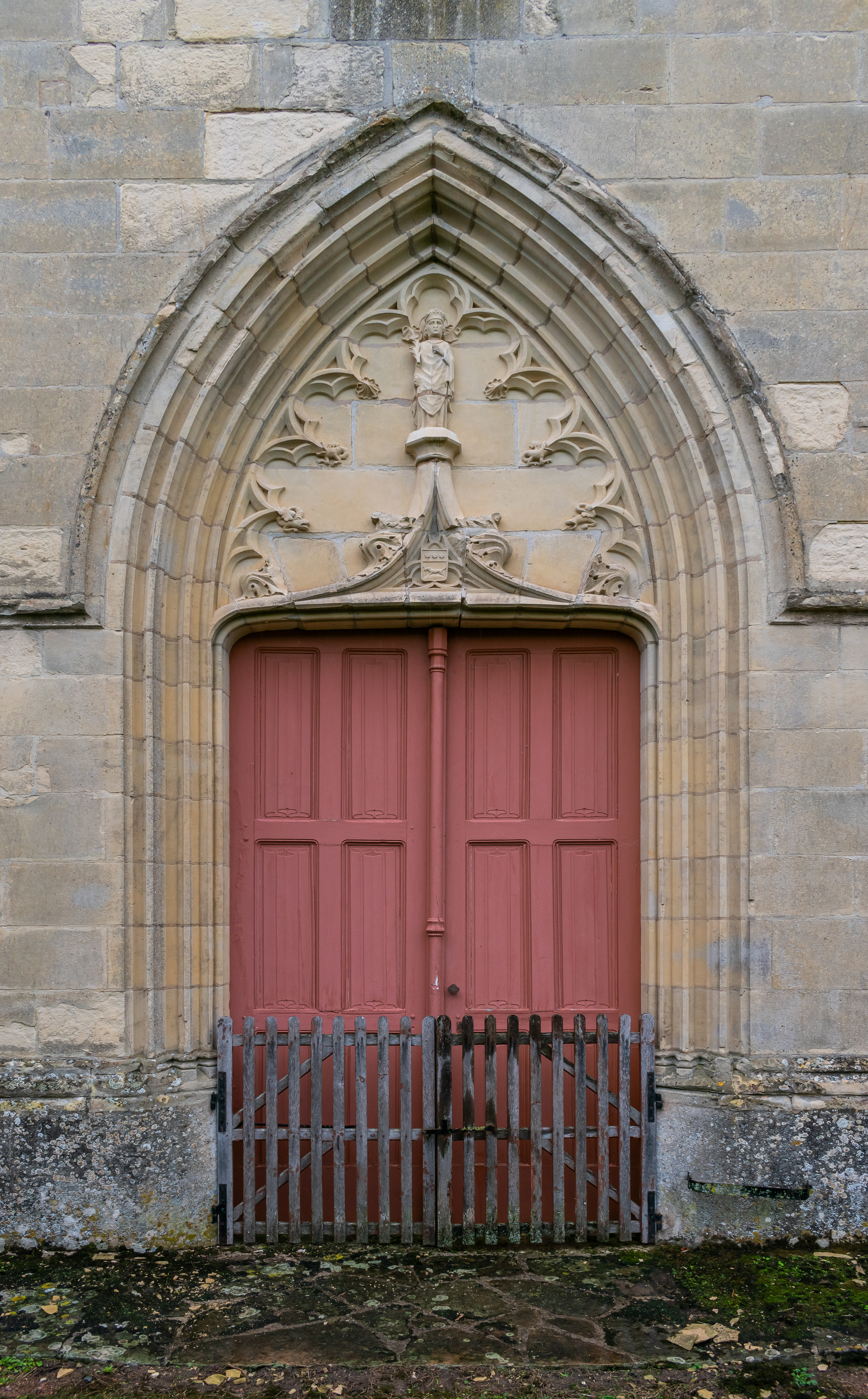
Portail.
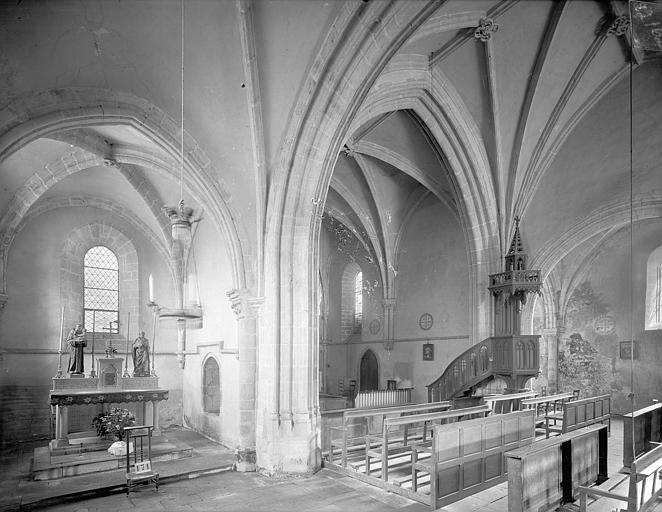
Église Saint-Andoche d'Héry, vue du transept et de la chapelle abbatiale, photographiée avant 1927.

Civils